# Memphis alberta
Espèce
Memphis alberta est une espèce d'insectes lépidoptères (papillons) de la famille des Nymphalidae, de la sous-famille des Charaxinae et du genre Memphis.

## Dénomination
Memphis alberta a été décrit par Herbert Druce en 1876 sous le nom initial de Paphia alberta.
Synonyme : Anaea alberta.

## Description
Memphis alberta est un papillon aux ailes antérieures à bord costal bossu, apex pointu en crochet et bord externe concave.
Le dessus est bleu marine avec aux ailes antérieures une ligne de taches bleu métallisé proche de l'apex.
Le revers est marron marbré de noir et simule une feuille morte.

## Distribution
Memphis alberta est présent au Pérou.

## Protection
Pas de statut de protection particulier.[réf. nécessaire]